# Mercedes-Benz W196
Mercedes-Benz W196 — легендарный спортивный автомобиль, разработанный под руководством Ханса Шеренберга и построенный командой Daimler Benz AG. Участвовал в чемпионатах мира Формулы-1 сезонов 1954 и 1955 годов. Пришёл на замену автомобилю Mercedes-Benz W194 и благодаря умелому пилотированию Хуана Фанхио и Стирлинга Мосса одержал победу в 9 из 12 гонок всего двух чемпионатом мира, в которых он конкурировал.
Автомобиль первым стал использовать десмодромные клапаны и механическую систему прямого впрыска топлива, разработанную совместно концерном Daimler-Benz и Robert Bosch GmbH. В качестве силового агрегата был установлен двигатель, на котором были применены идеи из авиационного агрегата Daimler-Benz DB 601 V12, устанавливавшегося на истребитель Messerschmitt Bf.109 времён Второй мировой войны.
Легендарная 3-литровая модель 300 SLR (от нем. Sport Leicht-Rennen) была создана на платформе W196 для мирового чемпионата спорткаров сезона 1955 года. Её авария в Ле-Мане в том же году окончила не только кратковременное доминирование компании на чемпионате WSC, но и завершило производство автомобилей W196. Кроме того, в знак уважения к участникам трагедии руководство концерна Daimler-Benz решило полностью выйти из автоспорта и остановить всю гоночную программу производства, к которой снова вернулись только в 1980-х годах.

## История

### Предпосылки
После Второй мировой войны послевоенная Европа начала восстанавливаться от последствий боевых действий. С послевоенной «спячки» выходила и немецкий концерн Daimler-Benz. До войны компания Mercedes-Benz гремела победами в автомобильных гонках, в которых конкуренцию марке составляли такие компании, как Maserati и Alfa Romeo. Вполне естественно, что после войны компания хотела вернуться в автоспорт, и не просто вернуться, а хотела и в дальнейшем продолжить свою славную гоночную биографию. Для реализации проекта нового болида для возвращения в мировые автогонки под руководством Фрица Наллингера, Руди Венхаута и Ганса Шеренберга было привлечено 200 конструкторов, инженеров и механиков, 300 высококвалифицированных работников, а к их услугам придавалось самое современное оборудование и большой бюджет.

### Премьера

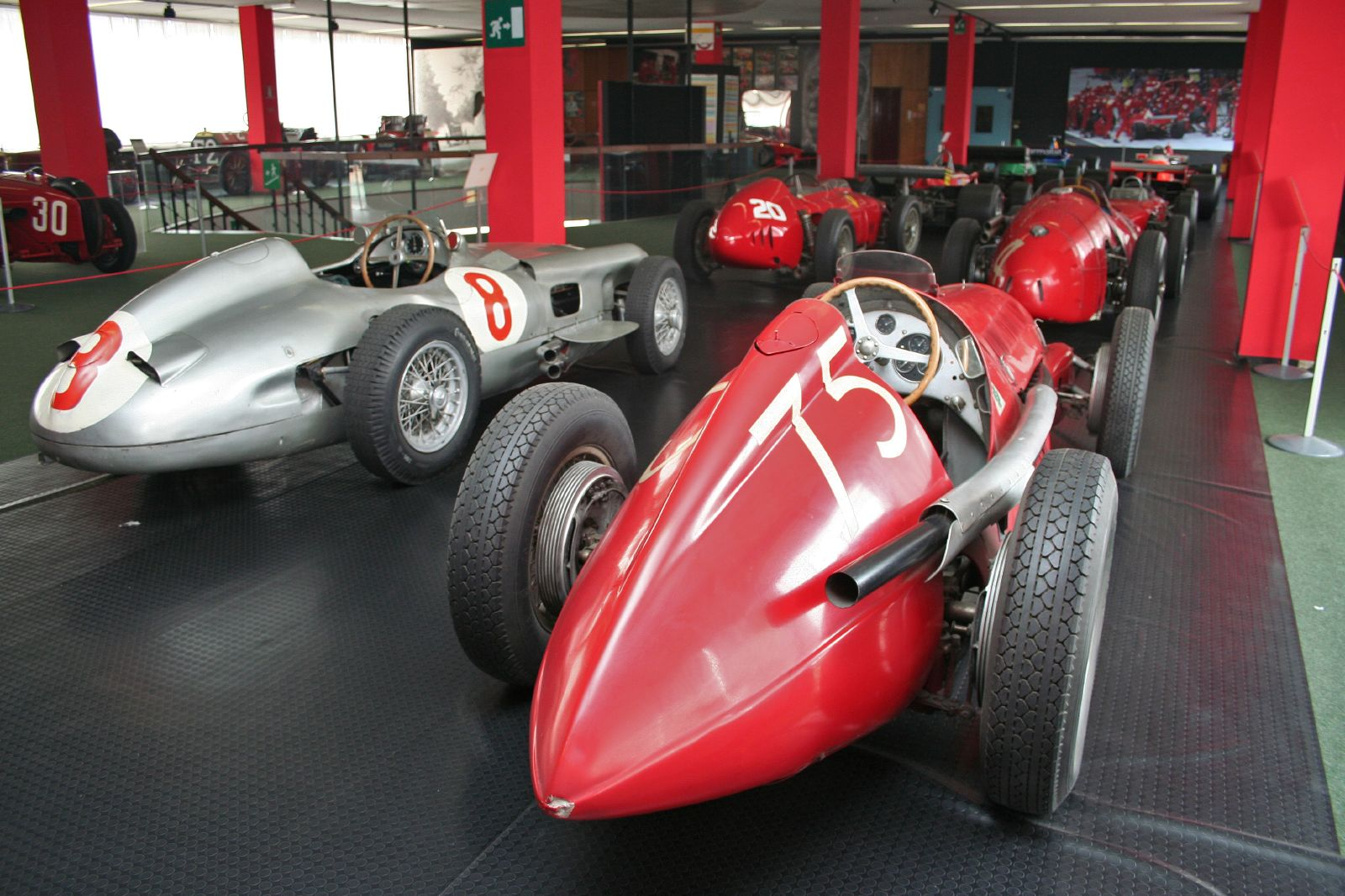
Болиды Mercedes-Benz W196 и Alfa-Romeo Alfetta 159

Шасси автомобиля Mercedes-Benz W196 (их называли Stromlinien или «Тип Монца») впервые в истории Формулы-1 имели полностью закрытый кузов, форму которого определяли в ходе испытаний в аэродинамической трубе. Дебют машины состоялся на Гран-при Франции 1954 года. Хуан-Мануэль Фанхио и Карл Клинг заняли два первых места в квалификации и финишировали в том же порядке, опередив остальных соперников на круг.
Шасси с закрытыми колёсами очень удачно выступали на скоростных автодромах типа Монца. На трассах с большим количеством медленных поворотов они были неэффективны, поэтому команда подготовила шасси с традиционным вариантом кузова с открытыми колёсами.
С июня 1954 года по июль 1955 года было построено 15 моделей W196 (заводские номера 0001...0015) трёх версий, каждая из которых отличалась размером колёсной базы. При этом любой автомобиль мог оснащаться как закрывающим колёса кузовом Stromlinienwagen, так и с открытыми колёсами под названием Rumpfwagen. Последний имел на 28 % большее лобовое сопротивление, однако был на 40 кг легче и позволял пилоту видеть колёса, облегчая управление в сложных поворотах.
В 1955 году Хуан Мануэль Фанхио одержал победу в четырёх гонках из шести. Ещё одну победу заработал его новый партнёр по команде Стирлинг Мосс. В трёх случаях пилоты немецкой команды добились победного дубля, а на Гран-при Великобритании четыре модели W196 заняли на финише четыре первых места. За два сезона пилоты команды выиграли 9 из 12 гонок Чемпионата мира, а Фанхио дважды выиграл зачёт пилотов.
В июне 1955 года во время марафона 24 часа Ле-Мана с участием автомобиля Mercedes-Benz W196R (300 SLR) произошла страшная авария, в результате которой погибли более восьмидесяти зрителей и пострадали более 100 человек, в том числе и пилот команд Мерседес Пьер Левег. В знак траура были отменены многие мероприятия, а руководство концерна Daimler-Benz приняло решение о закрытии всей автоспортивной программы. В кольцевые гонки марка вернулась только в середине 1980-х годов.
В настоящее время одна модель Mercedes-Benz W196 находится в коллекции музея Mercedes-Benz в Штутгарте и регулярно принимает участие в Фестивале Скорости, который ежегодно проходит в Гудвуде, Великобритания.

## Описание

### Экстерьер
За время своего производства автомобиль выпускался в двух вариантах кузова: с обтекаемым кузовом и закрытыми колёсами и в версии с открытыми колёсами. Длина обоих автомобилей составляла 4025 мм, ширина — 1625 мм, а высота — 1040 мм. Передняя колея составляла 1330 мм, задняя — 1358 мм. Снаряженная масса модели колебалась в зависимости от модификации от 650 до 835 кг.

Внешний вид болида в кузове Rumpfwagen
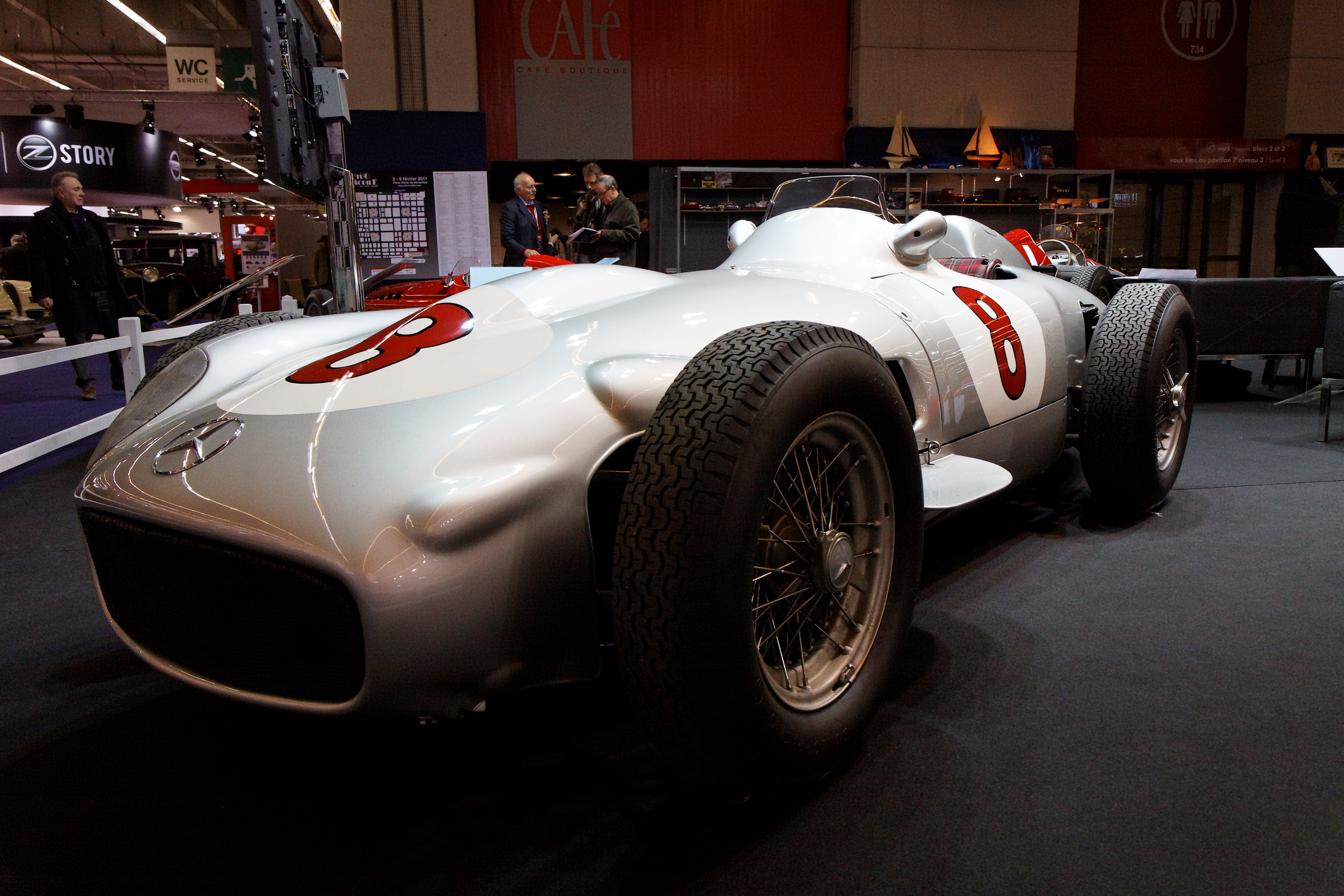
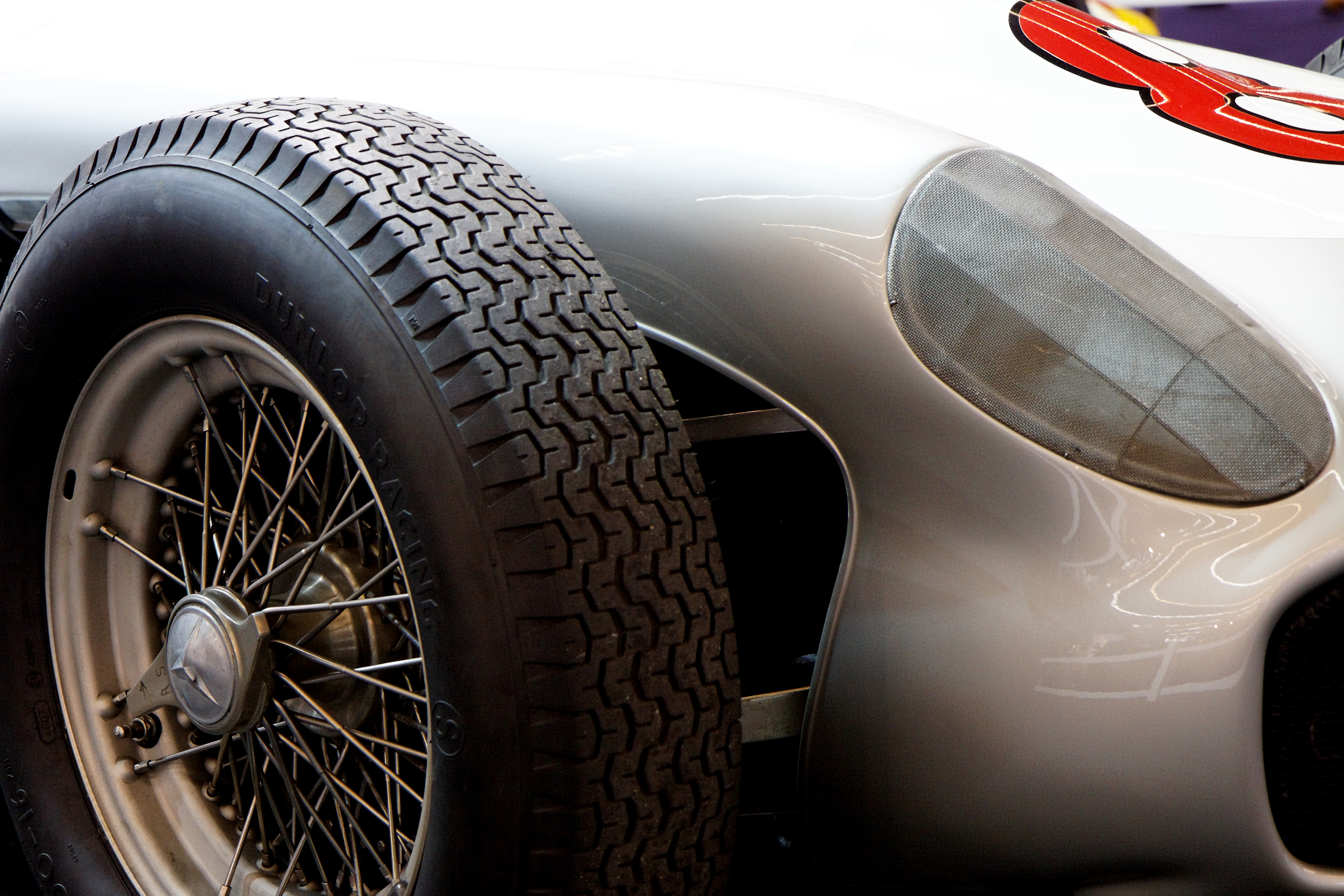
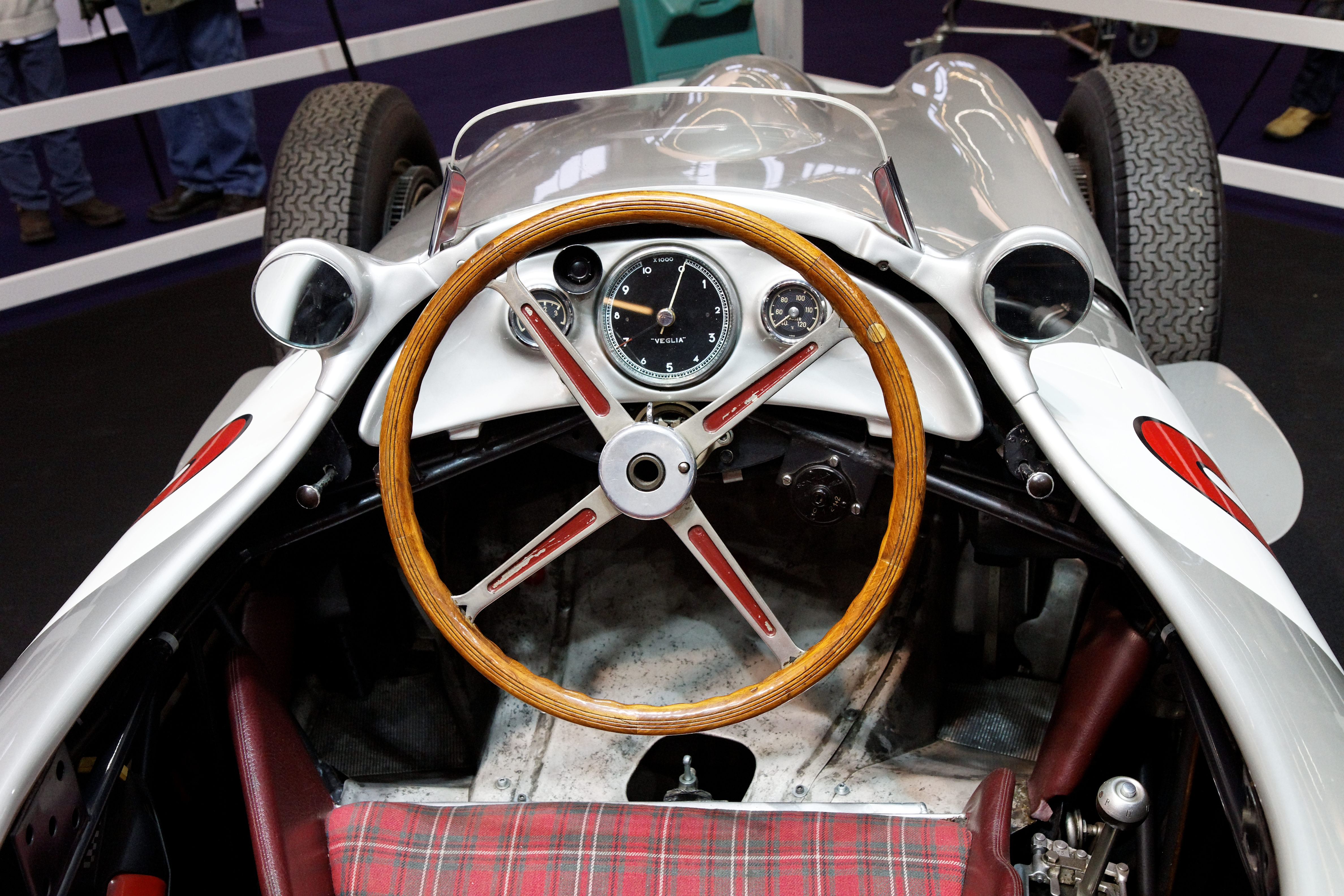
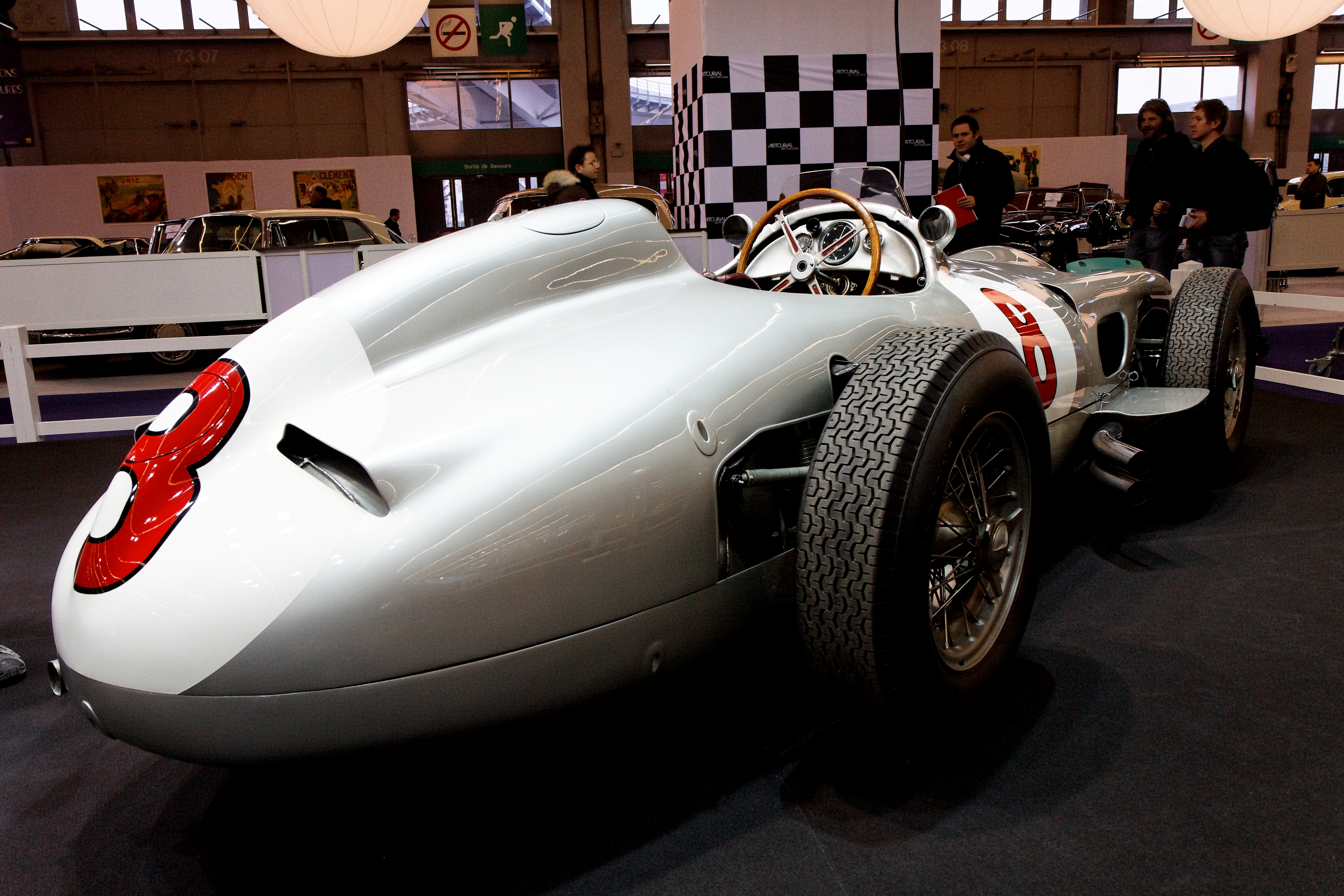

### Типы кузова

#### Stromlinienwagen (тип Монца)

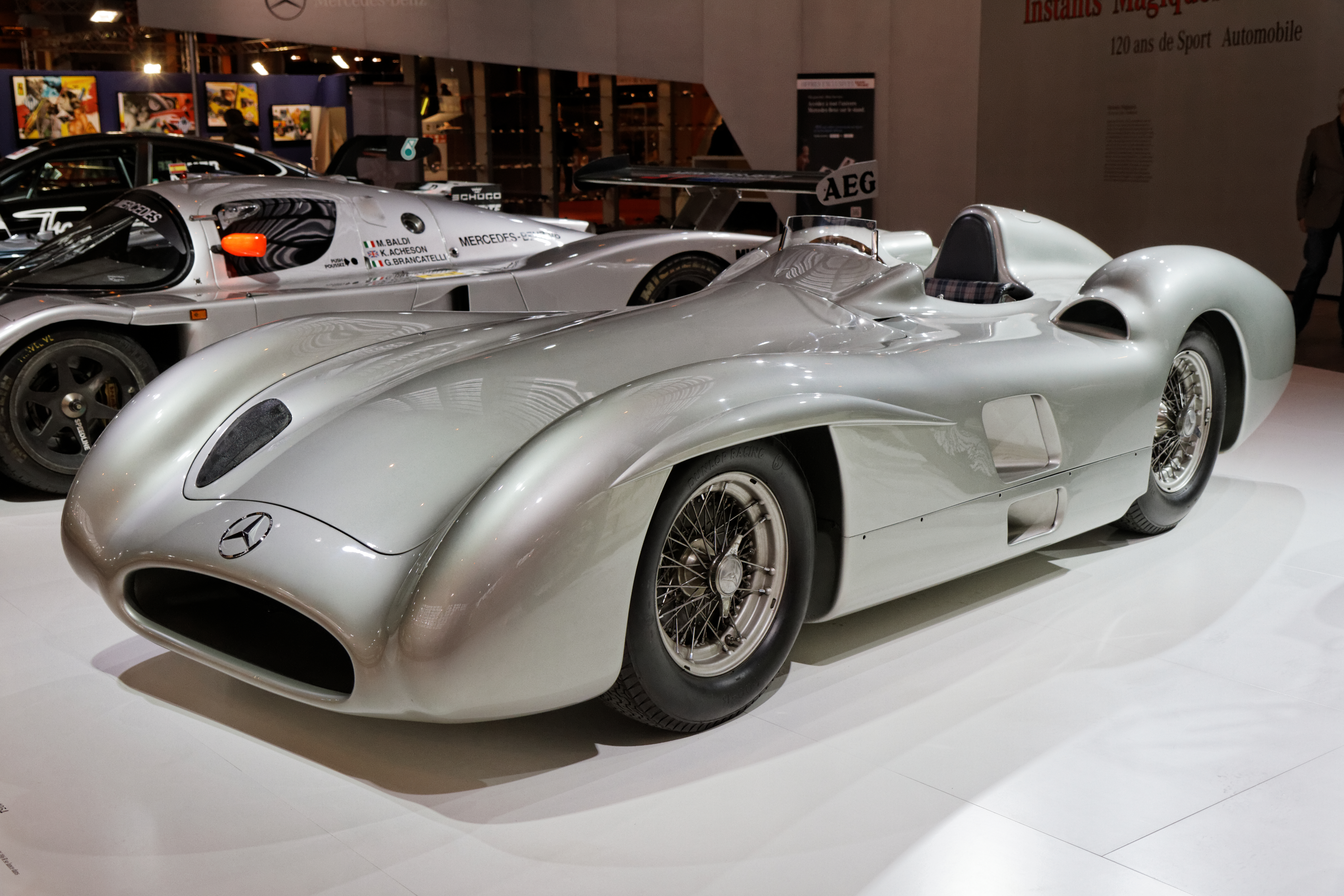
Автомобиль W196 с кузовом Монца

На момент премьеры автомобиль был представлен в особом аэродинамически эффективном обтекаемом кузове «Штромлиниенваген» (Stromlinienwagen) из алюминия с закрытыми колёсами, впоследствии получившим название «Type Monza» («тип Монца»). Данное решение было специально спроектировано для участия в высокоскоростных гонках на трассе Реймс-Гу. Лидером команды Mercedes в то время был назначен чемпион 1951 года Хуан-Мануэль Фанхио. Компанию ему составили немецкие пилоты Карл Клинг и Ханс Херрман.
Первые заезды на автомобиле совершили Карл Клинг и Хуан Мануэль Фанхио. Позже, автомобиль был использован ещё в трёх заездах: один раз на трассе Сильверстоун и два раза на трассе Монца (1954 и 1955 года), откуда он и получил своё прозвище. В Великобритании Фанхио финишировал четвёртым, после чего пожаловался, что закрытый кузов и отсутствие в поле зрения колёс мешает ориентироваться на трассе. С тех пор вариант с кузовом Stromlinienwagen использовался только на скоростных трассах.

#### Rumpfwagen (с открытыми колёсами)

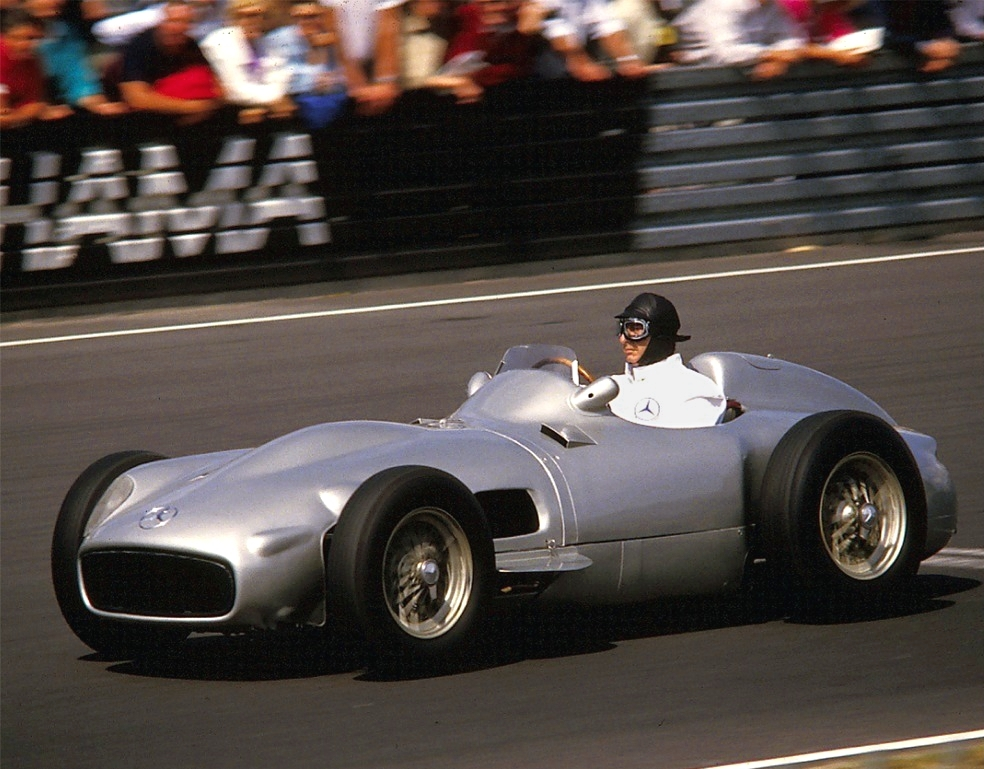
Кузов W196 с открытыми колёсами

Как и тип Монца, автомобиль с открытыми колёсами был разработан для участия на высокоскоростных треках, состоящих из прямых и медленных поворотов. Традиционная открытая версия была введена для самой важной гонки в календаре Mercedes-Benz — Гран-при Германии на извилистой трассе Нюрбургринг. Фанхио, который уже выиграл первые два соревнования 1954 года за команду Maserati в своём родном городе Буэнос-Айрес и в Спа, выиграл этот и два следующих заезда в Швейцарии и Италии, закрепив за собой звание 2-кратного чемпиона мира.
Во время Гран-при Испании в конце октября низко установленный воздухозаборник забивался листьями, в связи с чем он был перемещён на вершину капота.
В непродолжительном сезоне Формулы-1 1955 года автомобиль Mercedes-Benz W196 выиграл каждую гонку, кроме Гран-при Монако, где Ханс Херрман попал в аварию, а остальные три команды Мерседеса не смогли закончить заезд.

### Двигатель

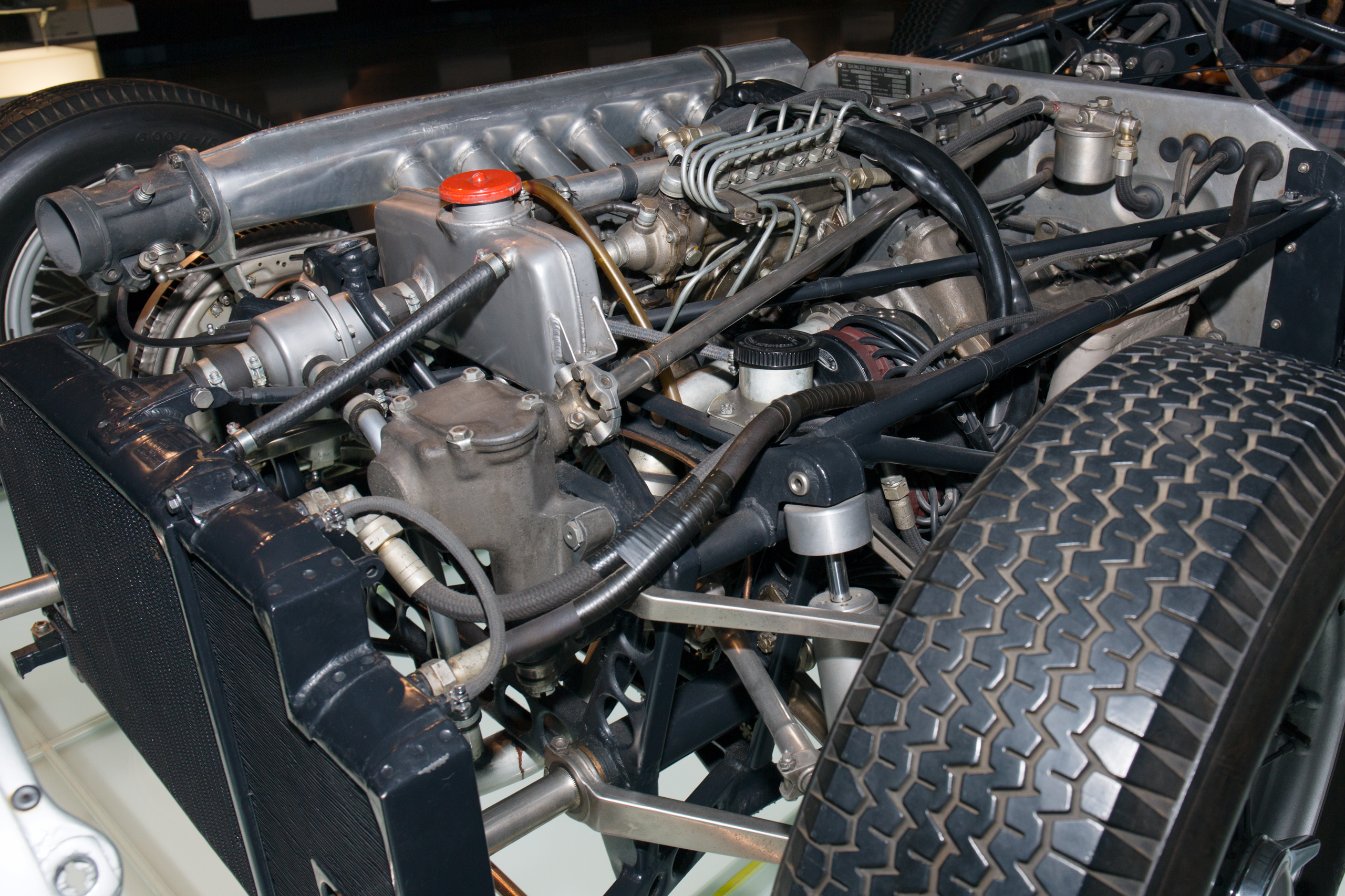
Двигатель W196 R (300 SLR)

Новые правила Формулы-1 1954 года допускали к участию автомобили с двигателями без наддува и рабочим объёмом до 2,5 литра или с наддувом и рабочим объёмом в 0,75 литра. Ожидаемый диапазон мощности конкурентоспособных двигателей составлял от 250 до 300 л.с. (от 190 до 220 кВт).
Восьмицилиндровый V-образный двигатель Mercedes-Benz 1939 года с 2-ступенчатым наддувом и рабочим объёмом в 1,5 литра (1493 куб.см., 64,0 × 58,0 мм) выдавал мощность в 278 л.с. (207 кВт) при 8250 оборотах в минуту с давлением примерно 2,7 атмосфер (270 кПа). В случае сокращения рабочего объёма производительность силового агрегата составляла бы всего 139 л.с. (104 кВт).
Исследования компании показали, что мощность в 390 л.с. (290 кВт) при 10 000 оборотов в минуту может быть достигнута с рабочим объёмом в 0,75 литра и нагнетателем при давлении в 4,4 атмосферы (450 кПа), причём 100 л.с. (75 кВт) необходимо для приведения в действие нагнетателя. Прогнозируемый расход топлива при мощности в 290 л.с. (220 кВт) на обычном двигателе был бы в 2,3 раза выше, чем у атмосферного варианта такой же производительности. В результате было принято решение о применении 2,5-литрового безнаддувного двигателя. Это было существенное изменение философии марки, так как все предыдущие двигатели Mercedes-Benz для Гран-при с 1920 года оснащались наддувом. В качестве решения по повышению производительности было предложено адаптировать систему прямого впрыска топлива, которая применялась на высокопроизводительном авиационном силовом агрегате DB 601 в конфигурации V12.
В результате, на автомобиле, представленном на Гран-при Франции 1954 года, был установлен рядный восьмицилиндровый двигатель (L8) M196 с рабочим объёмом в 2496 куб. см. (76,0 × 68,8 мм), системой смазки сухим картером и десмодромными клапанами, которые позволили избавиться от хрупких пружин клапанов, что, в свою очередь, позволяло двигателю развивать больше оборотов. Мощность силового агрегата составляла 257 л.с. (192 кВт). Блок цилиндров был отлит с несъёмной головкой (моноблок). Клапаны, по два на один цилиндр, приводились десмодромным механизмом от двух верхних распредвалов. 8-цилиндровый двигатель был наклонён на 37 градусов, что привело к уменьшению лобового сопротивления. Шестнадцать свечей работали от двух магнето. Максимальная скорость составляла 300 км/час. Mercedes-Benz W196 был единственным автомобилем Формулы-1 с подобными передовыми топливными технологиями, что дало ему значительное преимущество перед карбюраторными двигателями соперников.
В 1955 году благодаря некоторым модификациям удалось добиться повышения мощности силового агрегата до 290 лошадиных сил при 8500 оборотах в минуту.
Топливный бак объёмом в 250 литров располагался в задней части автомобиля, а на хвосте находился 40-литровый масляный бак.

### Ходовая часть

#### Подвеска
Автомобиль Mercedes-Benz W196 реализовал классическую переднемоторную заднеприводную компоновку. В основе конструкции лежал пространственный каркас из стальных труб диаметром 25 мм, обшитый алюминиевыми листами. Длинный продольно установленный двигатель размещался сразу за передними осями, а не над ними, для улучшения балансировки и распределения веса в передней / задней частях. Сварная алюминиевая труба рамной шасси выполнялась из сверхлёгкого электрона — магниевого сплава, — что в значительной степени способствовало снижению массы транспортного средства. В независимой двухрычажной передней подвеске были установлены торсионы, закреплённые внутри рамных труб. Задняя подвеска включала поперечные рычаги с низко поставленной осью кручения и продольными «параллелограммами Ватта». Вместо пружин спереди и сзади использовались продольные торсионы.

#### Трансмиссия
Автомобиль Mercedes-Benz W196 оснащался механической синхронной пятиступенчатой коробкой переключения передач, которая для лучшей развесовки располагалась сзади, в блоке с главной передачей. На КПП использовалось однодисковое сцепление и самоблокирующийся дифференциал «CF».

#### Рулевой механизм
Автомобиль W196 оснащался рулевым управлением с реечным механизмом.

#### Тормозная система
Для повышения тормозного усилия были применены барабанные тормоза большого диаметра (380 мм), причём из-за своих размеров они установлены не внутри 16-дюймовых колёсных дисков, а снаружи. Чтобы снизить неподрессоренные массы, их вынесли ближе к центру автомобиля. При этом пришлось подумать о дополнительном охлаждении тормозов. Так, к задним барабанам охлаждающий воздух подводили специальные каналы.
Некоторые соперники Mercedes-Benz W196 уже на то время оснащались дисковыми тормозами.

#### Колёса и шины
На автомобиль устанавливались шины фирмы Continental: 6,0x16" спереди и 7,0x16" сзади.

## Результаты выступлений в гонках
| Год  | Шасси                 | Двигатель                    | Шины | Пилоты      | 1   | 2    | 3    | 4    | 5    | 6    | 7    | 8    | 9    |
| ---- | --------------------- | ---------------------------- | ---- | ----------- | --- | ---- | ---- | ---- | ---- | ---- | ---- | ---- | ---- |
| 1954 | W196 Stromlinien W196 | Mercedes-Benz M196 L8 2,5 л. | C    |             | АРГ | 500  | БЕЛ  | ФРА  | ВЕЛ  | ГЕР  | ШВА  | ИТА  | ИСП  |
| 1954 | W196 Stromlinien W196 | Mercedes-Benz M196 L8 2,5 л. | C    | Фанхио      |     |      |      | 1    | 4    | 1    | 1    | 1    | 3    |
| 1954 | W196 Stromlinien W196 | Mercedes-Benz M196 L8 2,5 л. | C    | Карл Клинг  |     |      |      | 2    | 7    | 4    | Сход | Сход | 5    |
| 1954 | W196 Stromlinien W196 | Mercedes-Benz M196 L8 2,5 л. | C    | Херрман     |     |      |      | Сход |      | Сход | 3    | 4    | Сход |
| 1954 | W196 Stromlinien W196 | Mercedes-Benz M196 L8 2,5 л. | C    | Ланг        |     |      |      |      |      | Сход |      |      |      |
| 1955 | W196 Stromlinien W196 | Mercedes-Benz M196 L8 2,5 л. | C    |             | АРГ | МОН  | 500  | БЕЛ  | НИД  | ВЕЛ  | ИТА  |      |      |
| 1955 | W196 Stromlinien W196 | Mercedes-Benz M196 L8 2,5 л. | C    | Фанхио      | 1   | Сход |      | 1    | 1    | 2    | 1    |      |      |
| 1955 | W196 Stromlinien W196 | Mercedes-Benz M196 L8 2,5 л. | C    | Карл Клинг  | 4   |      | Сход | Сход | Сход | 3    | Сход |      |      |
| 1955 | W196 Stromlinien W196 | Mercedes-Benz M196 L8 2,5 л. | C    | Херрман     | 4   | НС   |      |      |      |      |      |      |      |
| 1955 | W196 Stromlinien W196 | Mercedes-Benz M196 L8 2,5 л. | C    | Мосс        | 4   | 9    |      | 2    | 2    | 1    | Сход |      |      |
| 1955 | W196 Stromlinien W196 | Mercedes-Benz M196 L8 2,5 л. | C    | Андре Симон |     | Сход |      |      |      |      |      |      |      |
| 1955 | W196 Stromlinien W196 | Mercedes-Benz M196 L8 2,5 л. | C    | Таруффи     |     |      |      |      |      | 4    | 2    |      |      |

| Легенда к таблице |                                                                    |
| --- | ------------------------------------------------------------------ |
| В таблице перечислены результаты всех Гран-при Формулы-1, в которых использовался автомобиль. Строками таблицы являются сезоны, столбцами — этапы чемпионата мира. В каждой клетке указаны сокращённое название этапа и результат, дополнительно обозначенный цветом. Расшифровка обозначений и цветов представлена в нижеследующей таблице. |                                                                    |
| \| Пример \| Описание \| \| ------------ \| ------------------------------------------------------------------ \| \| 1 \| Победитель \| \| 2 \| Второе место \| \| 3 \| Третье место \| \| 5 \| Финишировал, заработав очки \| \| Сход \| Не финишировал, но при этом заработал очки \| \| 12 \| Финишировал, не получив очков \| \| НКЛ \| Финишировал, но не попал в финальную классификацию \| \| 15 \| Участвовал вне зачёта, либо по отдельной классификации \| \| 18 \| Не финишировал, но попал в финальную классификацию \| \| Сход \| Не финишировал \| \| НКВ \| Не прошёл квалификацию \| \| НПКВ \| Не прошёл предквалификацию \| \| ДСК \| Дисквалифицирован \| \| ИСК \| Исключён из протокола соревнований \| \| ТТ \| Заявлен для участия только в тренировках \| \| НС \| Участвовал в квалификации, но не стартовал в гонке \| \| Т \| Травмирован или болен \| \| ОТК \| Отказ от участия \| \| НТР \| Прибыл на соревнования, но на трассу не выезжал \| \| НПР \| Был заявлен в числе участников, но не прибыл к началу соревнований \| \| О \| Соревнования отменены \| \| \| Не участвовал \| \| Поул-позиция \| \| \| Быстрый круг \| \| |                                                                    |
| Пример | Описание                                                           |
| 1 | Победитель                                                         |
| 2 | Второе место                                                       |
| 3 | Третье место                                                       |
| 5 | Финишировал, заработав очки                                        |
| Сход | Не финишировал, но при этом заработал очки                         |
| 12 | Финишировал, не получив очков                                      |
| НКЛ | Финишировал, но не попал в финальную классификацию                 |
| 15 | Участвовал вне зачёта, либо по отдельной классификации             |
| 18 | Не финишировал, но попал в финальную классификацию                 |
| Сход | Не финишировал                                                     |
| НКВ | Не прошёл квалификацию                                             |
| НПКВ | Не прошёл предквалификацию                                         |
| ДСК | Дисквалифицирован                                                  |
| ИСК | Исключён из протокола соревнований                                 |
| ТТ | Заявлен для участия только в тренировках                           |
| НС | Участвовал в квалификации, но не стартовал в гонке                 |
| Т | Травмирован или болен                                              |
| ОТК | Отказ от участия                                                   |
| НТР | Прибыл на соревнования, но на трассу не выезжал                    |
| НПР | Был заявлен в числе участников, но не прибыл к началу соревнований |
| О | Соревнования отменены                                              |
| | Не участвовал                                                      |
| Поул-позиция |                                                                    |
| Быстрый круг |                                                                    |